# Elisabetta Bianchin
Elisabetta Bianchin (Treviso, 10 febbraio 1997) è una schermitrice italiana, specializzata nel fioretto.

## Biografia
Figlia di Francesca Dalessandri, fiorettista italiana degli anni '80, Bianchin inizia a praticare scherma tre le mura del Palazzetto CONI di Treviso già nel 2003 presso la Società Scherma Treviso.
Nel 2013 intanto vince un bronzo individuale nella categoria cadette e due ori, individuale e a squadre, nella categoria Giovani ai Giochi del Mediterraneo 2013, nello stesso anno, sempre nella categoria cadette, vince anche il bronzo a squadre agli Europei di Budapest e si ripete l'anno dopo Gerusalemme 2014.
Nel 2015 dapprima vince il bronzo individuale ai Campionati Europei e poi assieme alle compagne di Nazionale Claudia Borella, Erica Cipressa e Camilla Rivano vince l'oro ai mondiali giovanili tenutisi a Tashkent, Uzbekistan al termine di una gara molto combattuta opposte alla compagine statunitense.
Nello stesso anno chiude al terzo posto la Coppa del Mondo under 20 ed entra a far parte del Centro Sportivo Aeronautica Militare.
Nel 2016 vince l'argento ai campionati italiani under 23, il bronzo ai Campionati italiani giovani, ottiene tre secondi posti in Coppa del Mondo U-20 e vince il bronzo a squadre ai campionati europei di Novi Sad e ancora il bronzo ai campionati mondiali a squadre di Bourges.

## Palmarès

### Risultati élite
In carriera ha ottenuto i seguenti risultati:
Giochi mondiali militari
Individuale
A squadre
- Argento nel fioretto a Wuhan 2019

Campionati italiani
Individuale
A squadre
- Bronzo nel fioretto a Palermo 2019
- Bronzo nel fioretto a La Spezia 2023
- Bronzo nel fioretto a Cagliari 2024
- Bronzo nel fioretto a Picenza 2025

### Risultati giovani
Mondiali giovani
Individuale
A squadre
- Oro nel fioretto a Tashkent 2015
- Bronzo nel fioretto a Bourges 2016

Europei Under-23
Individuale
- Bronzo nel fioretto a Erevan 2018

A squadre
Europei giovani
Individuale
- Bronzo nel fioretto a Maribor 2015

A squadre
- Bronzo nel fioretto a Maribor 2015
- Bronzo nel fioretto a Novi Sad 2016
- Bronzo nel fioretto a Plovdiv 2017

Europei cadetti
Individuale
A squadre
- Bronzo nel fioretto a Budapest 2013
- Bronzo nel fioretto a Gerusalemme 2014

Campionati del mediterraneo giovani
Individuale
- Oro nel fioretto a Algeri 2013

A squadre
Campionati del mediterraneo cadetti
Individuale
- Bronzo nel fioretto a Algeri 2013

A squadre